# قورت تبة (أرومية)
قورت‌ تبة هي قرية في مقاطعة أرومية، إيران. عدد سكان هذه القرية هو 316 في سنة 2006.